# BYD Leopard 8
BYD Leopard 8 (на внешнем рынке Fangchengbao Bao 8) — гибридный полноразмерный внедорожник, выпускающийся с апреля 2024 года китайской компанией BYD Auto под брендом Fangchengbao.

## История и описание модели
После Leopard 5, Leopard 8 является второй моделью под брендом Fangchengbao. Впервые автомобиль был представлен в 2024 году под названием Fangchengbao Super 8.
Серийная версия была представлена в апреле 2024 года на Пекинском автосалоне под названием Fangchengbao Bao 8. Автомобиль отличался массивным силуэтом с вертикально скошенным кузовом. Угловатые фары соединены между собой световой полосой. На крышке багажника расположено запасное колесо.

### Продажи
Начало продаж BYD Leopard 8 было запланировано на третий квартал 2024 года. Как и Leopard 5, Leopard 8 продаётся исключительно на внутреннем китайском рынке.

### Технические характеристики
Как и другие автомобили Fangchengbao, Bao 8 оснащён подключаемым модулем DMO, который состоит из 2,0-литрового бензинового двигателя с турбонаддувом мощностью 268 л. с. и двух электродвигателей мощностью 268 и 402 л. с. Суммарная мощность составляет 939 л. с. До 100 км/ч автомобиль разгоняется за 4,8 сек.